# Apogonia longispina
Apogonia longispina är en skalbaggsart som beskrevs av Kobayashi 2010. Apogonia longispina ingår i släktet Apogonia och familjen Melolonthidae. Inga underarter finns listade i Catalogue of Life.